# Moi et toi
Pour plus de détails, voir Fiche technique et Distribution.
Moi et toi (Io e te) est un drame italien coproduit, coécrit et réalisé par Bernardo Bertolucci sorti en 2012. C'est l'ultime film du réalisateur, décédé en 2018. 

## Synopsis
Un adolescent introverti (Antinori) et sa demi-sœur (Tea Falco) découvrent des secrets de famille...

## Fiche technique
- Titre original : Io e te
- Titre français : Moi et toi
- Titre québécois :
- Réalisation : Bernardo Bertolucci
- Scénario : Bernardo Bertolucci, Umberto Contarello, Francesca Marciano et Niccolò Ammaniti d'après son roman Moi et toi
- Direction artistique : Jean Rabasse
- Décors :
- Costumes : Metka Kosak
- Photographie : Fabio Cianchetti
- Son : Remo Ugolinelli et Sandro Palmerini
- Montage : Jacopo Quadri
- Musique : Franco Piersanti
- Production : Mario Gianani et Lorenzo Mieli
- Société(s) de production : Fiction Cinematografica, Medusa Film et Wildside Media
- Société(s) de distribution :  Medusa Film
- Budget :
- Pays de production :  Italie
- Langue originale : Italien
- Format : couleur - 35 mm - 2.35:1 - son Dolby numérique
- Genre : Drame
- Durée : 103 minutes
- Dates de sortie :
  - France : 22 mai 2012 (festival de Cannes 2012)
  - Italie : 25 octobre 2012

## Distribution
- Jacopo Olmo Antinori : Lorenzo
- Tea Falco : Olivia
- Sonia Bergamasco : la mère de Lorenzo
- Veronica Lazar : la grand-mère de Lorenzo
- Tommaso Ragno	: Ferdinando
- Pippo Delbono